# Cidália Moreira
Cidália do Carmo Moreira (Olhão, 11 de outubro de 1944) é uma actriz e fadista portuguesa, também conhecida como "a fadista cigana" ou "a cigana do fado".

## Biografia
Nascida no dia 11 de  Outubro de 1944 em Olhão.  Desde cedo assumiu a sua paixão pelo canto e pela dança e demonstrava-o nas festas da sua escola, onde sobressaía. Com 7 anos de idade torna-se vocalista de um conjunto de animação de bailes, no qual se mantém até ao 14 anos. A sua família, ligada intimamente ao flamenco, nunca lhe negou o fado, e era nas patuscadas a que o pai, primo direito de Casimiro Ramos, a levava, onde cantava para mais público. 
Já em 1973, ano de alguma agitação, parte para Lisboa e é no restaurante Viela, na Rua das Taipas, que se estreia profissionalmente. Integrou o elenco da casa dessa época, que contava com Beatriz Ferreira, Beatriz da Conceição e Berta Cardoso. Cidália sobressaía pela garra e envolvência a cantar, e também pela dramatização. Morena e com cabelos muito compridos, não tardou a que a apelidassem de "A Cigana do Fado".  
Já nesse tempo, inicia uma produção discográfica intensa, gravando vários discos EP e LP. Empreende-se então, a convite de várias intituições estrangeiras, em digressões que a levaram a França, Espanha, África do Sul, EUA e Canadá. Teve também êxito no Brasil, onde permaneceu quatro anos. 
A cantora foi companheira de Professor Karma.
É posteriormente convidada para representar no teatro de revista, destacando-se em revistas como Cá Vamos Cantando e Rindo, Ora Bolas P'ró Pagode e Força, Força Camarada Zé. No teatro ABC, canta, numa dessas revistas, um dos seus maiores êxitos, Lisboa meu amor, que nunca chegou a ser gravado em disco. Fado errado também foi um dos seus grandes êxitos.  
Em 2021, regressou ao Teatro Maria Vitória na revista "Vamos ao Parque". Em 2023, numa cerimónia realizada após a revista Parabéns, Parque Mayer, recebeu uma placa de agradecimento da Câmara Municipal de Lisboa.

## Reconhecimento
Foi uma das 50 figuras do fado e da guitarra portuguesa homenageadas, em 2012, aquando da celebração do primeiro aniversário do fado enquanto Património Imaterial da Humanidade, tendo nessa altura recebido a Medalha Municipal de Mérito (Grau Ouro), da cidade de Lisboa. 

## Alcunha
Em 2024, no programa Casa Feliz, da SIC, porque é que tinha a alcunha de "cigana do fado", Cidália Moreira respondeuː "Às vezes (...) nem sei porquê. Uns dizem que era, uns dizem que não era... E eu sempre me intitulei como filha de uma senhora cigana. (...) E como tenho tendência para a "ciganice" (...) eu acredito que sim; eu não conheci a minha mãe, não posso jurar nada."

## Ligações Externas
- Cidália Moreira canta o fado Sou companheira do vento
- Fado Meu Primeiro Amor cantado por Cidália Moreira

- Cidália Moreira no programa Há Conversa da RTP (2017)
- Cidália Moreira no programa Heranças D´Ouro da RTP (2008)